# كاتي سيكستون
كاتي سيكستون، وسام (مواليد 21 يونيو 1982) هي سباحة أولمبية سابقة من بريطانيا العظمى. أصبحت أول سباحة بريطانية تفوز بلقب بطولة العالم، عندما فازت بسباق 200 متر ظهر للسيدات في بطولة العالم للألعاب المائية 2003. شاركت مرتين في الألعاب الأولمبية ومثلت بريطانيا العظمى في أربع بطولات عالمية، الأولى في عام 1998 عندما كانت تبلغ من العمر 16 عامًا، وفي ثلاث ألعاب الكومنولث. حصلت على وسام الإمبراطورية البريطانية لخدماتها للسباحة في قائمة تكريمات العام الجديد 2004.

## النشأة
ولدت كاتي في بورتسموث. التحقت بمدرسة سبرينغفيلد من عام 1994 إلى عام 1998. هناك تعلمت السباحة وهناك عادت للتدرب على التجارب الأولمبية في أوائل عام 2012، لكنها تتذكر أنها كانت تسبح في حمامات السباحة عندما كانت في الثالثة من عمرها تقريبًا. بدأت كاتي مسيرتها المهنية بحصولها على المركز الثالث في الألعاب الأولمبية الأوروبية للشباب عام 1995. كان لديها الرغبة والدافع للنجاح على مستوى أعلى مع جدول يومي شاق من التدريب في الصباح الباكر (5:30-7:30 صباحًا)، والمدرسة ثم التدريب مرة أخرى لمدة ساعتين في المساء. ساعد ذلك كاتي في الاستعداد لالألعاب الأولمبية.
ظهرت سيكستون لأول مرة على الساحة الكبرى في سن 15 عامًا وكانت أول تجربة لها لما يعنيه الأمر أن تكون أصغر عضو في فريق بطولة العالم لبريطانيا العظمى في بيرث، أستراليا عام 1998.

## المسيرة الدولية

### 1997
بعد تحطيم العديد من الأرقام القياسية البريطانية للناشئين في هذا العام، واحتلال المركز الثاني في سباق 100 متر ظهر في بطولة أوروبا للناشئين، تم اختيار كاتي لتمثيل بريطانيا العظمى على المستوى الكبير لأول مرة.

### 1998
في هذا العام، تنافست كاتي في بطولة العالم للكبار في بيرث لأول مرة، بعد أن تم السماح لها بالغياب عن المدرسة للقيام بذلك. بعد ذلك، كانت هناك كأس العالم للسباحة حيث حطمت سيكستون 5 أرقام قياسية بريطانية للناشئين.
ولكن أكبر إنجاز لها هذا العام كان عندما تنافست في ألعاب الكومنولث 1998 التي أقيمت في كوالالمبور وفازت بلقب 200 متر ظهر في سن 16 بزمن قدره 2:13.18

### 1999
بطولة العالم للأحواض القصيرة في هونغ كونغ حيث سبحت سباحة الظهر في فريق التتابع المتنوع حيث حطموا الرقم القياسي البريطاني. تنافست في بطولة أوروبا للأحواض الطويلة التي أقيمت في إسطنبول حيث فاتت بفارق ضئيل ميدالية في سباق 200 متر ظهر بفارق 0.2 من الثانية. حصلت سيكستون على الميدالية البرونزية في تتابع 4 × 100 متر متنوع إلى جانب زوي بيكر، وسو رولف وكارين بيكرينغ. تنافست في بطولة أوروبا للأحواض القصيرة التي أقيمت في لشبونة. مرة أخرى، جاءت كاتي في المركز الرابع في سباق 100 متر ظهر فردي وحطمت الرقم القياسي البريطاني مرة أخرى في تتابع 4 × 50 متر متنوع. أصبحت بطلة بريطانيا في سباق 50 متر ظهر وبطلة سباق 100 متر ظهر.

### 2000
حطمت الرقم القياسي البريطاني في سباق 200 متر ظهر بزمن قدره 2:13.00 في بطولة الولايات المتحدة الوطنية في سياتل. في 16 أبريل، فاز فريق نادي سيكستون، نادي بورتسموث نورثسي للسباحة، بنهائي دوري سبيدو في كوفنتري. في هذا العام، تأهلت كاتي لالألعاب الأولمبية لأول مرة في سيدني. في سباق 100 متر ظهر، فاتت بفارق ضئيل النهائي لتحتل المركز العاشر بشكل عام بالتساوي. في تتابع 4 × 100 متر متنوع، احتل فريق بريطانيا العظمى المركز السابع في النهائي محطمًا الرقم القياسي البريطاني مرة أخرى. تنافست في بطولة أوروبا للأحواض القصيرة التي أقيمت في فالنسيا وفازت بميدالية فضية في سباق 100 متر ظهر بزمن قدره 1:00.04. احتفظت بلقب بريطانيا في سباق 100 متر ظهر.

### 2001
تنافست في كأس العالم للسباحة في شفيلد محطمة الرقم القياسي البريطاني لسباق 200 متر ظهر بزمن قدره 2:08.13. في بطولة العالم للأحواض الطويلة في فوكوكا، وصلت كاتي إلى الدور نصف النهائي في كل من سباقي 100 متر و 200 متر ظهر. في 19 سبتمبر، استيقظت كاتي بألم حاد في ظهرها. كشف التشخيص الذي أجراه أطباء فريق بريطانيا العظمى عن التهاب العصب العضدي، المعروف أيضًا باسم متلازمة باراسوناج تيرنر. نتيجة لذلك، ابتعدت سيكستون عن المنافسات لمدة 6 أشهر، لكنها استمرت في التدريب في الماء باستخدام الساقين فقط.

### 2002
تنافست في ألعاب الكومنولث 2002 التي أقيمت في مانشستر، حيث احتلت المركز الثالث خلف سارة برايس في سباق 200 متر ظهر.

### 2003
في التجارب البريطانية في 20 مارس 2003، حطمت كاتي سيكستون الرقم القياسي للكومنولث لتحجز مكانها في بطولة العالم بزمن قدره 1:00.49، وهو سادس أسرع زمن على الإطلاق في ذلك الوقت. سيكستون، التي كانت تتدرب آنذاك تحت إشراف كريس نسبيت في بورتسموث، كان أفضل زمن لها قبل البطولة 1:01.80. بطبيعة الحال، كانت سعيدة للغاية: "يا إلهي! لن أنام الليلة"، قالت. "كنت أعلم أنني قادرة على تحقيق زمن جيد ولكن لم يكن لدي أي فكرة أنني سأسبح بهذه السرعة". عزت سرعتها الجديدة إلى تدريب الأثقال الذي أدخلته على برنامجها منذ ألعاب الكومنولث في مانشستر العام السابق والتدريب لمدة ثلاثة أسابيع في معسكر التدريب الرسمي البريطاني الخارجي في جولد كوست في أستراليا. "لقد ساعد ذلك بالتأكيد"، قالت.
في بطولة العالم، في سباق 100 متر ظهر للسيدات في نهائي متقارب للغاية، كانت الألمانية أنتي بوششولته هي التي لمست اللوحة أولاً بزمن قدره 1:00.50، بينما تعادلت الدنماركية لويز أورنستيدت وكاتي سيكستون في المركز الثاني بزمن قدره 1:00.86
في سباق 200 متر ظهر للسيدات، بدت الروسية البالغة من العمر سبعة عشر عامًا ستانيسلافا كوماروفا المرشحة الأوفر حظًا قبل السباق، بعد أن سبحت زمنًا قياسيًا شخصيًا قدره 2:09.39 لتكون أسرع متأهلة. ومع ذلك، كانت البريطانية كاتي سيكستون أسرع قليلاً هذا العام بزمن قدره 2:09.27. بدت الشابة الروسية مرتاحة عند المنعطف الثاني، متقدمة على الأوكرانية إيرينا أمشينيكوفا مع سيكستون في المركز الثالث. عند المنعطف الثالث، كانت كوماروفا لا تزال متقدمة، لكن مارغريت هويلزر صعدت إلى المركز الثاني (بفارق 0.07 ثانية فقط)، والأوكرانية ثالثة وسيكستون تالية. كما هو الحال غالبًا، يحدث الحدث الرئيسي في الخمسين مترًا الأخيرة. كانت كوموروفا تكافح وكانت سيكستون تتقدم بقوة بينما تجاوزت هويلزر أيضًا الروسية. عند الجدار، لمست سيكستون أولاً، مانحة بريطانيا العظمى أول ميدالية ذهبية للسيدات في زمن قياسي وطني قدره 2:08.74 (سابع أفضل أداء على الإطلاق). حصلت هويلزر على الميدالية الفضية بزمن قياسي شخصي قدره 2:09.24 بينما تمسكت كوماروفا بالميدالية البرونزية بزمن مخيب للآمال قدره 2:10.17. استعادت لقب بريطانيا في سباق 100 متر ظهر وفازت بأول لقب في سباق 200 متر ظهر.

### 2004
كان عام 2004 عامًا أولمبيًا مع الألعاب الأولمبية الصيفية 2004 في أثينا. قبل الألعاب، كان كل من سباق 100 متر ظهر وسباق 200 متر ظهر يعتبران مفتوحين إلى حد ما ومتاحين للفوز من قبل عدد من السباحين، بما في ذلك كاتي. في نهائي 200 متر، احتلت سيكستون المركز السابع بزمن قدره 2:12.11. رابع لقب بريطاني في سباق 100 متر ظهر وثاني لقب في سباق 200 متر ظهر.

### 2005
بعد التأهل لبطولة العالم للألعاب المائية 2005 في مونتريال، كانت كاتي سيكستون وجيمس جيبسون الأفراد الذين كانوا يهدفون إلى الدفاع عن ألقابهم. في نهائي 200 متر، احتلت كاتي المركز الثامن بزمن قدره 2:13.39.

### 2006
تنافست في ألعاب الكومنولث التي أقيمت في ملبورن حيث وصلت كاتي إلى 3 نهائيات؛ في سباقات 50 متر و 100 متر و 200 متر ظهر. خامس لقب بريطاني في سباق 100 متر ظهر. شاركت سيكستون في بطولة أوروبا للأحواض الطويلة في بودابست هذا العام. في نهاية هذا العام بدأت كاتي التدريب مع مارك فوستر. استعادت لقب بريطانيا في سباق 50 متر ظهر.

### 2007
بطولة أوروبا للأحواض القصيرة في دبرتسن، المجر حيث وصلت إلى نهائيين محطمة الرقم القياسي البريطاني للكبار في سباق 50 متر ظهر بزمن قدره 27:99. سادس لقب بريطاني في سباق 100 متر ظهر وثالث لقب في سباق 50 متر.

### 2008
فاتت كاتي بفارق ضئيل أولمبياد بكين، عندما احتلت المركز الثالث في التجارب البريطانية خلف جيما سبوفورث وإليزابيث سيموندز.

### 2012
في سن 29، حاولت كاتي التأهل لأولمبياد لندن 2012 في سباق 200 متر ظهر.

## مسيرة الماسترز
تنافست سيكستون في K2 في كرولي لبطولة الماسترز الإقليمية لجنوب شرق البلاد في عام 2013، حيث حصلت على ذهبيتين في الحدث. فوزها في سباق 50 متر ظهر بزمن قدره 29.84 ثانية حطم رقميها القياسيين البريطاني والأوروبي. كما اقتربت من تسجيل رقم قياسي بريطاني جديد في فوزها بسباق 50 متر حرة بزمن قدره 27.23 ثانية.
"تحطيم الرقم القياسي البريطاني والأوروبي الذي سجلته العام الماضي كان رائعًا جدًا"، قالت سيكستون، التي لم تتسابق منذ ستة أشهر. "لم أعتزل بالفعل بدوام كامل من المسبح، أنا أكثر في شبه تقاعد. لذلك فكرت في المنافسة في الماسترز، وهو لطيف ومريح، وبدون الكثير من الضغط.

في لقاء مارلينز ماسترز في ميدينا في جزيرة وايت، في 8 فبراير 2014، حطمت كاتي رقمين قياسيين بريطانيين لسباق الماسترز. في سباق 50 متر فراشة، حطمت الرقم القياسي بحوالي ثانيتين بزمن قدره 29.91 ثانية. في سباق 50 متر حرة، حققت زمنًا قدره 26.50 ثانية.

## مسيرة التدريب
كاتي مصممة على رد الجميل لمجتمع بورتسموث الذي دعمها جيدًا خلال أيامها التنافسية. من خلال أكاديمية كاتي سيكستون للسباحة، التي أسستها في عام 2010، تقوم بتدريس وإلهام الجيل القادم من السباحين. تقول سيكستون: "إنه ليس شيئًا وضعت اسمي عليه فقط - أنا أشارك فيه بالفعل." مقرها في هافانت، ولديها أكثر من 300 مجند، وتأمل العضوة السابقة في بورتسموث نورثسي في اكتشاف نجم أو نجمين من المستقبل. كما تقوم بتوجيه الرياضيين والرياضيات الصاعدين من جميع أنحاء الساحل الجنوبي. بالعمل في مناطق أبعد، تعمل كاتي مع زميلها الأولمبي، وصديقها المقرب وبطل العالم السابق في أكاديمية مارك فوستر للسباحة.
في عام 2011، عُينت سيكستون سفيرة لجمعية معلمي السباحة (STA). مكلفة بتعزيز التثقيف في مجال السلامة المائية وزيادة الوعي بأهمية تعلم السباحة، تمثل STA في الأحداث الرئيسية وتقدم الخبرة الفنية لأعضائها البالغ عددهم 6500 من خلال دورات التطوير المهني المستمر.
تقول ياسمين بلوفيلد، رئيسة غرفة التجارة الدولية للشباب بورتسموث، "شغف كاتي وطموحها وتصميمها يجعلها الشخص المثالي لمشاركة إلهامها وأفكارها حول كيف يمكننا جميعًا دفع أنفسنا للأداء في أفضل حالاتنا وتحقيق أهدافنا، الشخصية والمهنية."

## العمل الخيري
انطلاقاً من تجاربها الخاصة مع الاكتئاب، كاتي سيكستون هي راعية لـ Off The Record، خدمة الاستشارة للأعمار من 11 إلى 25 عامًا. بكلماتها الخاصة، تقول كاتي: "كوني رياضية دولية لعدد من السنوات وعشت ونشأت في بورتسموث، من الجيد أن أكون قادرة على رد الجميل لمجتمعي المحلي، لذلك أنا سعيدة جدًا بتقديم دعمي لـ Off The Record. يتم تقديم خدمة رائعة لجميع الشباب في المنطقة، ومن الرائع أن أكون قادرة على مساعدة Off The Record في المساعدة على ضمان استمرار هذه الخدمة الأساسية.
تشارك سيكستون أيضًا بانتظام في الأحداث الخيرية في المنطقة المحلية؛ شاركت مؤخرًا في سباق سباحة خيري، حيث واجهت في سباق 100 متر في حمام السباحة بمدرسة سبرينغفيلد لصالح Comic Relief

## وصلات خارجية
- تدريب نسخة محفوظة 30 مايو 2013 على موقع واي باك مشين. قالب:أرشيف الويب